# Anne Dorte Carlson
Anne Dorte Carlson (Bærum, 10 febbraio 1960) è un'ex sciatrice alpina norvegese.

## Biografia
Sciatrice polivalente originaria di Trysil, ai Campionati norvegesi vinse la medaglia d'oro nello slalom speciale nel 1977, nel 1978 e nel 1979 e quella d'argento nella discesa libera, nello slalom speciale e nella combinata nel 1980; non prese parte a rassegne olimpiche né ottenne piazzamenti in Coppa del Mondo o ai Campionati mondiali e in seguito prese parte al circuito universitario nordamericano (NCAA).

## Palmarès

### Campionati norvegesi
- 8 medaglie[senza fonte] (dati parziali fino alla stagione 1975-1976):
  - 3 ori (slalom speciale nel 1977; slalom speciale nel 1978; slalom speciale nel 1979)[3]
  - 4 argenti (slalom gigante nel 1979; discesa libera, slalom speciale, combinata nel 1980)
  -  1 bronzo (combinata nel 1976)[senza fonte]